# Raihorodka, Svatove
Raihorodka (în ucraineană Райгородка) este localitatea de reședință a comunei Raihorodka din raionul Svatove, regiunea Luhansk, Ucraina.

## Demografie
Componența lingvistică a localității Raihorodka
     Ucraineană (95,45%)
     Rusă (3,9%)
     Alte limbi (0,49%)
Conform recensământului din 2001, majoritatea populației localității Raihorodka era vorbitoare de ucraineană (95,45%), existând în minoritate și vorbitori de rusă (3,9%).